# المشراق (إب)
المشراق هي إحدى قرى الجمهورية اليمنية. تتبع جغرافيا لمحافظة إب وإداريًا لمديرية إب. يبلغ تعداد سكانها 1871 نسمة حسب الإحصاء الذي أجري عام 2004.